# Cabinet intérieur du Roi

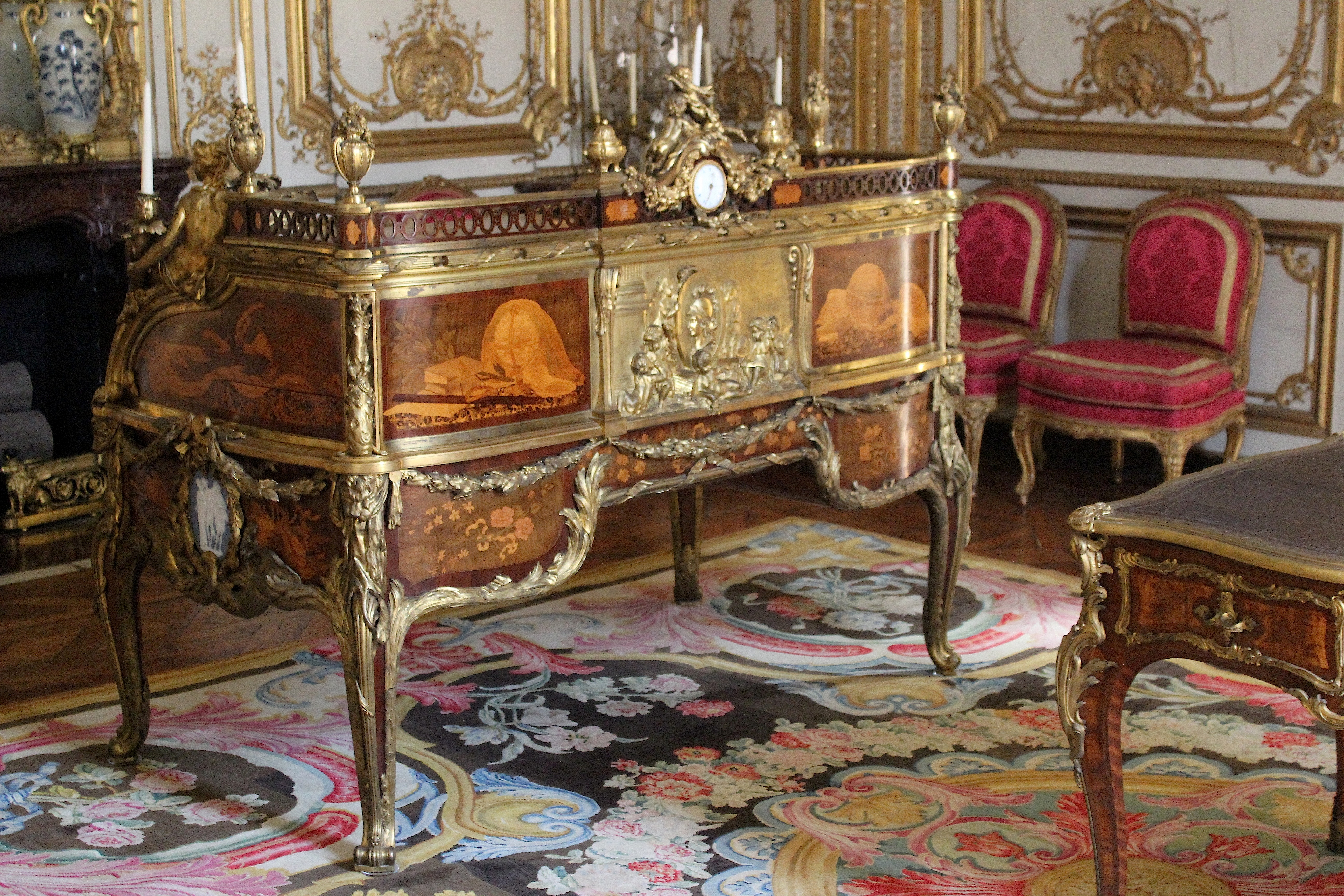
Vue du Bureau du Roi dans le cabinet intérieur du Roi

Le cabinet intérieur du Roi ou cabinet d'angle du Roi est une pièce faisant partie du petit appartement du roi au château de Versailles, un château français situé dans les Yvelines, en Île-de-France. Elle fait office de cabinet privé et est desservie au nord par le cabinet de la Pendule et à l'ouest par le cabinet des Dépêches. 

## Histoire
Sous Louis XIV, la pièce était intégrée dans le cabinet des Tableaux. Louis XV fera progressivement réaménager l'appartement de son arrière-grand-père et fera de cette pièce son nouveau cabinet de travail. Il y travaillera souvent en solitaire. Sans nul doute la pièce la plus somptueuse du petit appartement du roi, les bordures des glaces et les boiseries sculptées sont de Jacques Verberkt. La pièce était très richement meublée par certaines oeuvres d'art toujours présentes aujourd'hui : le célèbre secrétaire à cylindre de Louis XV de Jean-Henri Riesner, une commode médailler de Antoine-Robert Gaudreau, des encoignures de Gilles Joubert, une pendule de Joseph-Léonard Roque et des chaises de Nicolas-Quinibert Foliot. En 1783, fut ajouté un candélabre réalisé par Pierre-Philippe Thomire rappelant le soutien de Louis XVI à la guerre d'indépendance américaine.
La fabrication du bureau du Roi a probablement débuté en 1760, lorsque son annonce en fut formellement faite. Son premier concepteur fut Jean-François Oeben, maitre-ébéniste à l'arsenal royal. Le bureau ne fut terminé que neuf ans plus tard par Jean-Henri Riesener, l'un des ouvriers de Oeben, qui lui succéda comme maitre-ébéniste à la mort de ce dernier et qui épousa même sa veuve. Lorsque Riesener en reprit la fabrication, le bâti du bureau est déjà assemblé, les plâtres des bronzes sculptés et les plans du complexe mécanisme d'ouverture dessinés. Aidé de Wymant Stylen, il va en réaliser toute la marqueterie et on trouve sa signature dans un des cartouches postérieurs du meuble : « Riesener H. 1769 à l'arsenal de Paris ». C'est en mai 1769 au château de Versailles que le bureau fut enfin présenté au souverain.

## Décor